# Sericosoma chilensis
Sericosoma chilensis är en tvåvingeart som beskrevs av Hall 1976. Sericosoma chilensis ingår i släktet Sericosoma och familjen svävflugor. Inga underarter finns listade i Catalogue of Life.